# Peliostomum viscosum
Peliostomum viscosum är en flenörtsväxtart som beskrevs av Ernst Meyer och George Bentham. Peliostomum viscosum ingår i släktet Peliostomum och familjen flenörtsväxter. Inga underarter finns listade i Catalogue of Life.